# Borgio Verezzi
Borgio Verezzi – miejscowość i gmina we Włoszech, w regionie Liguria, w prowincji Savona.
Według danych na rok 2004 gminę zamieszkiwały 2123 osoby, 1061,5 os./km².